# 300 (película)
300 es una película estadounidense épica de acción del año 2007, dirigida por Zack Snyder.
Es la adaptación cinematográfica de la serie limitada de cómics homónima de Frank Miller, la cual relata la batalla de las Termópilas. Miller sirvió como productor ejecutivo y consultor. La película fue rodada en su mayoría con una técnica de superposición de croma, para ayudar a reproducir las imágenes del cómic original.
La trama describe la historia del rey espartano Leónidas (representado por el actor Gerard Butler) y sus 300 guerreros espartanos que pelearon a muerte contra el «dios-rey» persa Jerjes I (Rodrigo Santoro) y su ejército de más de 100 000 soldados. Debido al furor de la batalla, la reina espartana Gorgo (Lena Headey) intentó conseguir el apoyo de Esparta por parte del senado espartano. La historia es enmarcada por una narración en off del soldado espartano Dilios (David Wenham). A través de esta técnica narrativa, varias criaturas fantásticas se introducen, colocando a 300 dentro del género de la fantasía histórica.
El 9 de marzo de 2007, 300 fue lanzada en cines convencionales e IMAX en los Estados Unidos (la película en IMAX se llamó 300: a experience in IMAX), al igual que en Hispanoamérica.
La película recibió críticas mixtas, siendo aclamado su original estilo visual, así como críticas por favorecer los aspectos visuales sobre la caracterización de personajes, y su controvertida descripción sobre los antiguos persas. Aun así, 300 fue muy bien recibida por el público logrando una recaudación mundial de 456 millones de dólares, siendo su apertura la 24a más grande de la historia en taquillas.
300 se convirtió en la segunda película más exitosa del 2007 tan solo detrás de Piratas del Caribe: en el fin del mundo que logró una recaudación de 963 millones de dólares.
La película obtuvo muchos galardones entre los que se encuentran
«mejor película de pelea» (por los premios MTV Movie Awards 2007),
«mejor película de acción, aventura y thriller» (por los premios Saturn Awards) y
«mejor película de 2007» y «mejor adaptación de un cómic» (por el sitio web IGN).

## Argumento
La película comienza narrando la infancia de Leónidas y su entrenamiento para ser el próximo rey espartano, que logró el asombro de todos, al matar a un gigantesco lobo con una lanza de madera en mitad de una tormenta de nieve. Un día, siendo ya monarca de Esparta, llega a visitarlo un emisario persa del rey Jerjes I que le comunica la exigencia de pagar un tributo de tierra y agua como prueba de sumisión de la polis hacia Persia. Leónidas se niega y tira enfurecido al emisario a un pozo, junto con los escoltas de este que son masacrados por los guardias de Leónidas. Después de esto, visita a los éforos proponiendo hacer retroceder a los persas, numéricamente superiores, a través del paso de las Termópilas; este plan comprendía la construcción de una muralla con la finalidad de embutir a los persas en un pasillo estrecho entre las rocas y el mar. Los éforos consultan al oráculo de Delfos y este decreta que Esparta no debe ir a la guerra durante las Carneas. Enfadado, Leónidas parte. Después aparece un emisario de Jerjes para recompensar a los éforos por su apoyo encubierto.
Decidido a plantar cara al ejército persa sin transgredir la ley espartana, manda a su capitán más fiel a que reúna un contingente de 300 guerreros espartanos (insuficientes para ser considerados un ejército en toda regla que comprometiese la posición política de la polis) con los que se dirigirá al paso de las Termópilas a detener el avance invasor. Por el camino, un grupo de arcadios se les unen después de que Leónidas, tras ser cuestionado por los pocos hombres a los que envía al combate, le demuestra que lo que Arcadia lleva a la muerte son civiles armados mientras que sus subordinados son todos soldados profesionales. Ante Leónidas se presenta Efialtes, un hombre deforme y jorobado, el cual fue salvado por su madre para no ser descartado en Esparta. El jorobado le ofrece a Leónidas sus servicios como soldado, pero el rey lo rechaza debido a que Efialtes posee un cuerpo incapaz de compatibilizarse con la falange espartana.
Ya en el desfiladero, y tras comprobar en su periplo los genocidios perpetrados por los persas, Leónidas detiene a varias oleadas de guerreros a los que logra aniquilar sin sufrir bajas. Asombrado ante la situación, Jerjes se entrevista con Leónidas, y le ofrece ser el caudillo de toda Grecia (y no solo de la minúscula provincia de Esparta) a cambio de que lo acepte como su dios y soberano, a lo que el espartano se niega, prometiéndole a su vez que será capaz de demostrarle al final de la contienda que hasta un rey que se cree con poder divino puede sangrar.
Tras el intento infructuoso de parlamento, el monarca persa envía contra los 300 a su cuerpo de élite, los inmortales, a los que acompañarán toda clase de criaturas monstruosas como gigantes, rinocerontes, engendros humanoides o elefantes de guerra. Pero aunque estos consiguen que los espartanos sufran sus primeras muertes, los helenos logran aguantar la posición de forma heroica, provocando que en las filas aqueménidas caigan numerosas cabezas.
Mientras tanto, en Esparta, debido a la ausencia de Leónidas, Theron, un consejero influyente de ideología propersa, centra todos sus esfuerzos en evitar que la polis apoye a Leónidas en su lucha contra Jerjes. Sin embargo la esposa del monarca no está dispuesta a que su marido muera sin ayuda en las Termópilas y acepta el chantaje del político el cual consiste en tener relaciones sexuales a cambio de que este le otorgue la posibilidad de poder comparecer ante el Consejo. Pero tras concedérselo, y durante la celebración del mismo, Theron desacredita a la reina hablando de su adulterio y la injuria al calificarla de prostituta. Esta, ofendida, por sorpresa atraviesa con una espada al orador y lo asesina. En ese instante, a Theron se le cae una bolsa de monedas con la efigie de Jerjes, que demuestran su condición de traidor.
Pasados dos días, Efialtes visita a Jerjes, y a cambio de un uniforme, riquezas, lujos y mujeres, le revela al aqueménida el camino de la Senda Anopea, que le permitirá llegar hasta la retaguardia de Leónidas. Tras conocerse la noticia, los arcadios huyen, pero el rey espartano se niega a retirarse para morir allí en cumplimiento de la ley espartana. Antes del combate final, envía a uno de sus soldados, Dilios, quien es famoso por su gran capacidad como orador, de vuelta a Esparta. Lo envía con su colgante personal, que prueba su muerte, y para que narre la historia del sacrificio de los guerreros al senado espartano. Al mismo tiempo Leónidas, con su ejército reducido a unas cuantas decenas de soldados, se ve rodeado por las fuerzas persas al mando de Jerjes. El heleno rechaza el ultimátum del portavoz persa e inicia un último ataque, tirando una lanza a Jerjes e hiriéndolo en el rostro, haciéndole sangrar como prometió, por lo que el ejército persa hace valer su abrumadora ventaja y aniquila a todos los espartanos. 
Dilios relata la historia a todos los soldados griegos que se preparan para combatir juntos en la decisiva batalla de Platea, en la que participa, y al encender el recuerdo del sacrificio de Leónidas y sus 300, la alianza griega carga con éxito contra el ejército persa y garantiza la victoria contra el imperio invasor, salvando al mismo tiempo el germen de lo que luego, con el paso de los siglos, será la democracia moderna.

## Reparto y doblaje
| Actor              | Papel           | Doblaje México        | Doblaje España        |
| ------------------ | --------------- | --------------------- | --------------------- |
| Gerard Butler      | Rey Leónidas    | Humberto Solórzano    | Jordi Boixaderas      |
| Lena Headey        | Reina Gorgo     | Rebeca Patiño         | Victoria Pagés        |
| David Wenham       | Dilios          | Alfonso Obregón       | Pere Arquillué        |
| Dominic West       | Theron          | Sergio Gutiérrez Coto | Toni Mora             |
| Michael Fassbender | Stelios         | Rodrigo Carralero     | Xavier Fernández      |
| Vincent Regan      | Capitán Artemis | Martín Soto           | Alfonso Vallés        |
| Rodrigo Santoro    | Rey Jerjes      | Mario Arvizu          | Santi Lorenzo         |
| Andrew Tiernan     | Efialtes        | Germán Fabregat       | Victoriano del Río    |
| Andrew Pleavin     | Daxos           | Víctor Hugo Aguilar   | Mark Ullod            |
| Tom Wisdom         | Astinos         | Enzo Fortuny          | Albert Trifol Segarra |

## Éxito comercial
300 comenzó a ser exhibida en Estados Unidos el 9 de marzo de 2007, en cines convencionales y pantallas IMAX.
Las ganancias brutas ascendieron a USD 1,93 millones de dólares en el primer día y terminaron el primer fin de semana con USD 2,50 millones de dólares, rompiendo el récord de ganancias en este país para una apertura de fin de semana en el mes de marzo.

## Producción
La película es una adaptación cuadro por cuadro de la historieta, similar al de Sin City.
Snyder fotocopió paneles de la historieta con los cuales desarrollo las tramas anteriores y siguientes al cuadro.
«Fue un proceso divertido para mí… tener un cuadro como una meta a alcanzar», explica Snyder.
También rodó la película en un estilo que sería similar a la novela gráfica.
Una principal excepción a la adaptación directa fue el uso del personaje de Dilios como narrador.
Snyder usó esta técnica narrativa para mostrar a la audiencia que el surrealista «mundo de Frank Miller» de los 300 estaba siendo relatado desde una perspectiva subjetiva. El usar el don de Dilios para contar el relato le permite a Snyder introducir elementos fantásticos al filme, explicando que «Dilios es uno que sabe como no echar a perder una buena historia con la verdad».
Snyder también agrega la trama paralela con la cual la reina Gorgo intenta convocar el apoyo del consejo gobernante para su esposo.
Se requirieron dos meses de preproducción para elaborar los cientos de escudos, lanzas y espadas, de los cuales algunos fueron reciclados de Troya y Alejandro Magno. También fueron creados un lobo y trece caballos mecánicos. Los actores y los dobles fueron entrenados a la vez, y hasta Snyder los acompañó. Se crearon unas 600 piezas de vestuario, así como un extenso número de prótesis para varios personajes y para representar los cadáveres de los soldados persas.
La producción activa de 300 comenzó el 17 de octubre de 2005 en Montreal (Canadá), y fue rodada en el transcurso de 60 días en orden cronológico con un presupuesto de producción de 60 millones de dólares estadounidenses.
Utilizando la técnica croma, y con la ayuda de pantallas azules, Snyder rodó en los ahora desaparecidos Icestorm Studios en Montreal.
Butler declara que aunque no se sentía restringido con la dirección de Snyder, el apego a la historieta imponía ciertas limitaciones en su actuación.
Wenham menciona que hubo ocasiones en las que Snyder quería capturar momentos icónicos de la historieta con precisión, y otras cuando le daba a los actores la libertad de «explorar dentro del mundo y confines que se habían establecido».
Headey comenta del uso de pantallas azules que «es muy raro, y emocionalmente no hay nada que te conecte salvo un otro actor».
Sólo una escena fue rodada en exterior: cuando los caballos trotan por el campo.
La película fue una producción de mucha intensidad física donde Butler sostuvo lesiones de un tendón en el brazo y de un pie.
La postproducción estuvo a cargo de Meteor Studios y Hybride Technologies de Montreal, donde se complementó el rodaje en pantalla azul con más de 1500 cuadros de efectos visuales.
Chris Watts y Jim Bissell crearon un proceso llamado «The Crush» que permitiría a los artistas de Meteor manipular los colores al incrementar el contraste de claroscuros.
Se desaturaron y tiñeron ciertas secuencias para establecer distintas atmósferas.
Ghislain St-Pierre, quien dirigiera el equipo de artistas, describió el efecto: «Todo parece real, pero tiene un sentido áspero e ilustrativo».
Se usaron varios programas de computación para crear el «rocío de sangre», incluyendo Maya, RenderMan y RealFlow.
La postproducción en su totalidad tomó un año y fue manejada por diez compañías de efectos especiales.

## Precisión histórica
El director de la película, Zack Snyder, declara que «los sucesos son correctos en un noventa por ciento.
Les he mostrado la película a historiadores de clase mundial que han dicho que es impresionante.
No pueden creer que sea tan precisa como lo es».
Continúa diciendo que la película es «una ópera, mas no un documental».
Sin embargo, Ephraim Lytle, profesor asistente de historia helénica en la Universidad de Toronto, declara que 300 idealiza la sociedad espartana de una «manera problemática e inquietante», y que además presenta a los persas como monstruos y al resto de los griegos como débiles. Sugiere además que el universo moral de la película podría haber parecido tan «extraño a los antiguos griegos como a los historiadores modernos».
El historiador militar Victor Davis Hanson, quien escribió el prólogo de la reciente edición de la novela gráfica en el 2007, declara que la película demuestra una afinidad específica con el material original de Heródoto, en el sentido de que captura el ethos material de la antigua Esparta y representa las Termópilas como un «choque de civilizaciones».
Menciona que Simónides, Esquilo y Heródoto veían las Termópilas como una batalla contra «el centralismo oriental y el feudalismo colectivo», lo cual se oponía a «la idea del libre ciudadano de una polis autónoma».
Sin embargo, Touraj Daryaee, profesor de historia iraní y del mundo persa en la Universidad de California en Irvine, criticó el uso de fuentes clásicas de la película, escribiendo:
"Algunos pasajes de los autores clásicos Esquilo, Diodoro, Herodoto y Plutarco se dividen en la película para darle un sabor auténtico. Esquilo se convierte en una fuente importante cuando la batalla con la "manada humana monstruosa" de los persas se narra en la película. La declaración de Diodoro sobre el valor griego para preservar su libertad se inserta en la película, pero se omite su mención del valor persa. Los extravagantes números de Heródoto se utilizan para poblar el ejército persa, y la discusión de Plutarco sobre las mujeres griegas, específicamente las espartanas, se inserta erróneamente en el diálogo entre el embajador persa "misógino" y el rey espartano. Las fuentes clásicas son ciertamente usadas, pero exactamente en todos los lugares equivocados, o muy ingenuamente. Los atenienses estaban peleando una batalla naval durante esto".

### Licencias históricas
La película es una puesta en escena del cómic de Frank Miller, que a su vez es una muy libre adaptación de la narración del historiador Heródoto sobre las guerras médicas y, en concreto, la batalla de las Termópilas. En su condición de adaptación de una obra de ficción, 300 no pretende reflejar datos históricos o arqueológicos, aunque a su vez muestra como los griegos veían muchas cosas de los persas, creyendo que eran ayudados por demonios y criaturas sobrenaturales . Entre muchos otros se pueden citar:
- Los griegos luchan sin armadura y sin usar ninguna de las formaciones de los hoplitas históricos.
- Los éforos, ministros que se encargaban de las tareas de gobierno elegidos por un año, son representados como seres deformes -y aparentemente enfermos de lepra- que custodian a una pitonisa.
- Los persas saquean un pueblo en el camino de los espartanos hacia el desfiladero de las Termópilas.
- En realidad lucharon muchos más hombres al lado de Léonidas: se estima que fueron alrededor de 7500 hoplitas, cada uno de los cuales iba acompañado de otros dos o incluso tres soldados de infantería ligera o sirvientes-porteadores. Por lo tanto los 300 espartanos eran un millar y el ejército griego al completo podrían formarlo unos 20 000 a 25 000 combatientes.
- Ni el cómic ni la película mencionan para nada la enorme flota griega que impedía que las Termopilas fueran flanqueadas por mar, y que los persas desembarcasen en la retaguardia de Leonidas. La secuela, la película 300: Rise of an Empire sí menciona esta parte de la guerra.
- Una vez rodeados y tras sopesar la nueva situación, no se quedaron solamente 300 espartanos sino también 500 tebanos. El grueso del ejército no huyó despavorido al verse rodeado, sino que el mismo Léonidas lo envió de vuelta para minimizar pérdidas.
- Con la excepción del infanticidio, a los espartanos se les retrata de manera moderna en cuanto a su sociedad y costumbres. Por ejemplo, no existe mención alguna de que vivían en una sociedad esclavista.
- Los «10 000 Inmortales» muestran una estética extremadamente divergente a la que se esperaría de la cultura persa; en su lugar, su aspecto e indumentaria tienen una extraña familiaridad con los de los samuráis del folclore japonés y los del cómic (herencia directa de la afición de Miller a la cultura japonesa). Los inmortales representados en la película visten armaduras negras de aspecto japonés, esgrimen espadas duales similares a katanas y luchan con un estilo similar al de varias artes marciales asiáticas. Como licencia artística de Miller, usan máscaras somen de plata para ocultar rostros horriblemente desfigurados.
- Tanto Jerjes I como algunos de sus emisarios son representados como reyes africanos (afeitados tanto de cabeza como de barba), cuando su origen implicaría una apariencia diferente.
- El griego Efialtes no era espartano ni era un jorobado deforme. Era un pastor local, en buena forma física.
- Leonidas era sexagenario y según las leyes espartanas podría haberse librado de ir al frente, pero fue de todos modos.
- Su esposa, Gorgo, era mucho menor que él.
- Aparecen personajes totalmente de ficción, como:
  - El gigante berserker que lucha contra Leónidas, interpretado por Robert Maillet.[26]
  - El hombre obeso y deforme con dos cuchillas en el lugar de sus brazos que ejecuta a los oficiales persas que perdían frente a Leónidas, interpretado por Leon Laderach.[27]
  - Uno de los músicos del séquito de Jerjes, que parece ser un antílope humanoide, es una representación de la deidad Baphomet.
  - Gran parte de los personajes espartanos.

## Diferencias entre el cómic y la película
- En la película la reina Gorgo (esposa de Leónidas) aparece en varios momentos clave de la película llevándose parte del protagonismo mientras que en cómic solo la vemos en el momento en que se despide de Leónidas.
- En la película los espartanos visten con una prenda parecida a una bermuda que les cubre la entrepierna. En el cómic solo la llevan durante los combates, el resto del tiempo los espartanos van desnudos.
- En el cómic cuando Leónidas rechaza la petición de Efialtes de unirse a sus filas, este por vergüenza intenta suicidarse arrojándose por un precipicio mientras que en la película solo arroja el escudo.
- Se eliminó la escena del cómic cuando Stellios es castigado brutalmente por el capitán por haberse tropezado durante la marcha a las termópilas.
- El hombre obeso con cuchillas, el ser humanoide con forma de antílope, el rinoceronte, el consejero Theron y el gigante berserker que lucha contra Leónidas no aparecen en el cómic.
- En el cómic nunca se muestra el rostro de los inmortales.
- Cuando Leónidas tira al pozo de una patada al emisario persa en el cómic lo hace sin contemplaciones mientras que en la película se le ve más dudoso si hacerlo o no.
- En la película el hijo del capitán muere decapitado mientras que en el cómic muere atravesado por una lanza.

## Recepción
Desde su estreno mundial frente a una audiencia de 1700 personas en el Festival Internacional de Cine de Berlín el 14 de febrero de 2007, 300 ha recibido críticas mixtas.
La película recibió ovaciones en su estreno público, sin embargo, fue duramente criticada en su proyección para la prensa, cuando algunos espectadores optaron por abandonar la sala, mientras que otros de los que se quedaron abuchearon al final.
Así mismo, aunque el estilo visual fue bien recibido por algunos como innovador y espectacular, hay detractores que encontraron que la estilizada fotografía era más propia de un videojuego (como God of War).
Los hechos retratados en la película también son criticados por estar altamente ficcionalizados.
Esta crítica ha llegado también de parte de muchos historiadores, ya que la película está mucho más centrada en el heroísmo dramático y la violencia que en el hecho histórico.
Otras de las críticas más negativas en Estados Unidos surge del New York Times al describir la película como «tan violenta como Apocalypto de Mel Gibson, pero el doble de estúpida», así como una desaprobación del esquema de colores y el sugerir que la trama contiene tonos de racismo.
Las críticas no han faltado tampoco desde oriente, donde la prensa iraní ha criticado la imagen homosexual del rey Jerjes ofrecida en la película y el carácter de «monstruos deshumanizados» del ejército persa.
El espectador, afirman los medios iraníes, recibe un mensaje de la lucha de occidente contra los «salvajes» antepasados iraníes (los persas), y «forma parte de una guerra psicológica ejercida por Estados Unidos».
Finalmente, algunos medios griegos también han sido particularmente duros en su crítica.
Robby Eksiel, crítico griego de cine, declaró que el auditorio quedaría impresionado con la «acción digital» pero les irritaría las «ostentosas interpretaciones y los personajes unidimensionales».

## Parodias

Parodia de internet relacionada con la película

La película ha sido parodiada mayoritariamente en la escena en que Leonidas está hablando con el mensajero persa, y cuya conversación enfurece a Leónidas, que contesta la frase "This is madness..." ("Esto es una locura...") dicha por el persa con su frase "This is Sparta!!" ("¡Esto es Esparta!") como respuesta, dándole una brusca patada en el pecho y lanzándolo a un gran pozo situado detrás del persa.
En 2008 se estrenó la parodia de esta película, llamada Meet the Spartans (Una loca película de Esparta en Hispanoamérica, Casi 300 en España). En 2007 se presentó la parodia 300 bolas de los Premios Hetores transmitido por primera vez en el canal Cosmovisión (en Colombia) y siendo Nominada a la Categoría Doblado. Hay una referencia a esta película en la historieta virtual gratuita Crazy Hill (parodia del videojuego Silent Hill).
El night show asturiano Terapia de grupo realizó un doblaje llamado "300 y la virgen" en la que los 300 espartanos representan a 300 astures que lucharon en la batalla de Covadonga que sería el comienzo de la rebelión contra las tropas musulmanas en la península ibérica. Como muchas otras películas, la serie animada South Park muestra una parodia en el episodio 6 de su temporada 11, donde la señora Garrison lucha junto a 30 lesbianas frente a un grupo persa liderado por Jerjes, quien quiere comprar el bar que ellas frecuentan. Existe un video llamado "Los 300 mexicanos", en el que se muestra a un inmigrante latino de Estados Unidos dando un discurso frente a la frontera de ese país con México y en el que, además de la película, se parodia a todos los tipos de inmigrantes que transitan la frontera rumbo a San Diego.

### Sparta Remix
Además de parodias, se ha creado un remix de la frase This is Sparta! (¡Esto es Esparta!), titulado Sparta Remix por Keaton-World.com (Funtastic Power!), el cual se convirtió en un fenómeno de Internet, y ha llevado a que se crearan diferentes tipos de Sparta Remix, tanto remixes como bases.

## Secuela
En junio de 2008, los productores Mark Canton, Gianni Nunnari y Bernie Goldmann revelaron que habían comenzado a trabajar en una secuela de 300 titulada 300: Rise of an Empire. Legendary Pictures ha anunciado que Frank Miller está escribiendo la novela gráfica de seguimiento y Zack Snyder estaba interesado en dirigir la adaptación, pero desde entonces ha pasado a desarrollar y dirigir El hombre de acero. En esta ocasión Noam Murro sustituirá tras las cámaras al realizador Zack Snyder quien ejercerá como productor y coguionista, esto último junto a Kurt Johnstad, guionista también de 300. 
Finalmente la secuela 300: Rise of an Empire (300: El origen de un imperio en España y 300: El nacimiento de un imperio en Hispanoamérica) fue estrenada el 7 de marzo del 2014.